# Fruzsina
Fruzsina est un prénom hongrois féminin.

## Étymologie
Fruzsina serait une forme hongroise du nom grec Eufrozina.

## Personnalités portant ce prénom
- Pour l'ensemble des articles sur les personnes portant ce prénom, consulter :
  - la liste des articles dont le titre commence par ce prénom
  - les listes produites par Wikidata : Liste des personnes de prénom « Fruzsina » — même liste en incluant les éventuels prénoms composés qui contiennent « Fruzsina ».